# Канзас (Іллінойс)
Канзас (англ. Kansas) — селище (англ. village) в США, в окрузі Едґар штату Іллінойс. Населення — 670 осіб (2020).

## Географія
Канзас розташований за координатами 39°33′16″ пн. ш. 87°56′22″ зх. д. / 39.55444° пн. ш. 87.93944° зх. д. (39.554440, -87.939433).  За даними Бюро перепису населення США в 2010 році селище мало площу 2,66 км², уся площа — суходіл.

## Демографія
Згідно з переписом 2010 року, у селищі мешкало 787 осіб у 345 домогосподарствах у складі 221 родини. Густота населення становила 296 осіб/км².  Було 380 помешкань (143/км²).
Расовий склад населення:
| - 98,5 % — білих - 1,0 % — чорних або афроамериканців |

До двох чи більше рас належало 0,4 %. Частка іспаномовних становила 1,4 % від усіх жителів.
За віковим діапазоном населення розподілялося таким чином: 24,7 % — особи молодші 18 років, 57,4 % — особи у віці 18—64 років, 17,9 % — особи у віці 65 років та старші. Медіана віку мешканця становила 38,2 року. На 100 осіб жіночої статі у селищі припадало 93,4 чоловіків;  на 100 жінок у віці від 18 років та старших — 91,9 чоловіків також старших 18 років.
Середній дохід на одне домашнє господарство  становив 38 558 доларів США (медіана — 32 313), а середній дохід на одну сім'ю — 44 857 доларів (медіана — 44 107). За межею бідності перебувало 22,9 % осіб, у тому числі 32,8 % дітей у віці до 18 років та 12,9 % осіб у віці 65 років та старших.
Цивільне працевлаштоване населення становило 247 осіб. Основні галузі зайнятості: освіта, охорона здоров'я та соціальна допомога — 22,3 %, виробництво — 21,5 %, роздрібна торгівля — 11,7 %, сільське господарство, лісництво, риболовля — 10,9 %.